# Allianz Deutscher Produzentinnen und Produzenten – Film, Fernsehen und Audiovisuelle Medien
Die Allianz Deutscher Produzentinnen und Produzenten – Film, Fernsehen und Audiovisuelle Medien e. V. (Produktionsallianz) ist die größte und maßgebliche Interessenvertretung der Produzentinnen und Produzenten von Film-, Fernseh- und weiteren audiovisuellen Werken in Deutschland. Mit ca. 375 Mitgliedsunternehmen (August 2024), die in den Sektionen Animation, Dokumentation, Entertainment, Fernsehen, Kino und Werbung organisiert sind, vereint die Produktionsallianz rund 90 % des Umsatzvolumens des deutschen Marktes.
Geschäftsführerin des eingetragenen Vereins und Sprecherin des Gesamtvorstands ist Michelle Müntefering.

## Geschichte
Die Produktionsallianz (PA) entstand 2008 durch den Zusammenschluss der Vorgängerverbände Bundesverband Deutscher Fernsehproduzenten, Film20 und Association of German Entertainment Producers (AGEP). Im selben Jahr erklärte die Arbeitsgemeinschaft Neuer Deutscher Spielfilmproduzenten (AG Spielfilm) den Beitritt, im Frühjahr 2009 trat auch der Verein deutscher Animationsproduzenten (VdAP) bei. Damit wurde nach Fernsehen, Kino und Entertainment die Sektion Animation gegründet. Im April 2010 kam der Verband Deutscher Post- und Werbefilmproduktionen (VDW) als Sektion Werbung hinzu, die als Produktionsallianz Werbung eine eigene Geschäftsstelle in Hamburg unterhält. Die Sektion Dokumentation wurde im September 2011 gegründet.
Zunächst führte der frühere Politiker und Unternehmensberater Christoph Palmer die Produktionsallianz. 2022 übernahm Björn Böhning die Geschäftsführung, ab 2023 war er zudem Sprecher des Gesamtvorstands. 2025 übernahm die frühere Politikerin Michelle Müntefering die Geschäftsführung der Produktionsallianz.
Seit der Gründung trat der Verband als Produzentenallianz auf, im Februar 2024 erfolgte die Umbenennung in Produktionsallianz.

## Aufgaben
Die Produktionsallianz (PA) tritt im nationalen und internationalen Rahmen gegenüber Auftraggebern, Politik, Verwertern, Tarifpartnern und allen Körperschaften der Medien- und Kulturwirtschaft für die Belange deutscher Produktionsunternehmen ein. Zentrale Ziele sind die Schaffung fairer Wettbewerbsbedingungen für den Produktions- und Medienstandort Deutschland, die Stärkung der Eigentumsbasis von Produzentinnen und Produzenten sowie die Verbesserung der wirtschaftlichen und juristischen Rahmenbedingungen insgesamt.
Anliegen ist es darüber hinaus, das Bild der Produzentinnen und Produzenten als wirtschaftliches und kreatives Zentrum bei der Herstellung von Film-, Fernseh- und weiteren audiovisuellen Werken in der Öffentlichkeit zu stärken.
Die Produktionsallianz ist auf Arbeitgeberseite die Tarifpartnerin der Gewerkschaften und verantwortet alle Tarifverträge der Branche, einschließlich des Manteltarifvertrages für die Film- und Fernsehschaffenden.

### Politische Kommunikation
Im Zentrum der politischen Aktivitäten des Verbandes steht die Interessenvertretung bei allen Gesetzgebungsverfahren auf Bundes- und Landesebene, die die unternehmerische Arbeit deutscher Produktionsunternehmen beeinflussen, z. B. jene zur Filmfinanzierung durch nationale und föderale Förderungen. Hinsichtlich branchenweiter Herausforderungen koordiniert sich die Produktionsallianz mit anderen die Filmwirtschaft vertretenden Verbänden.

#### Filmförderung
Auf dem Tag der Produktionsallianz 2023 stellte Kulturstaatsministerin Claudia Roth die Eckpunkte für eine umfassende Reform der Filmförderung des Bundes vor. Die angestrebte Reform beinhaltet im Wesentlichen drei Säulen:
1. Die Zusammenführung der Förderung durch die Filmförderanstalt (FFA) und die jurybasierte kulturelle Filmförderung der Bundeskulturministerin (BKM-Förderung) in einer neuen Filmagentur. Dies umfasst die Novellierung des Filmförderungsgesetzes (FFG) und Neuordnung der BKM-Förderung, z. B. mit der Schaffung einer eigenen Talentförderung.
2. Die Umstellung der wirtschaftlichen Filmförderung durch den Deutschen Filmförderungsfonds I & II (DFFF I & II) und dem German Motion Picture Fund (GMPF) auf ein automatisches Steueranreizsystem („Filmzulage“) in Höhe von 30 %.
3. Die Einführung einer Investitionsverpflichtung mit Rechterückbehalt nach französischem Vorbild. Die Reform soll am 1. Januar 2025 in Kraft treten.[9]

### Verhandlungen mit Auftraggebern
Nach ersten Eckpunkten der Zusammenarbeit von ARD (2009) und ZDF (2010) und den 2015 weiterentwickelten Eckpunkten 2.0 der ARD verpflichtete sich nach intensiven Gesprächen mit der Produktionsallianz 2016 auch das ZDF zu verbesserten Rahmenbedingungen einer fairen Zusammenarbeit mit den Fernsehproduzenten. Seither sind die Produzenten bei der Auftragsvergabe, der Honorierung und der Erfolgsbeteiligung besser beteiligt. Die Eckpunkte von ARD und ZDF werden fortlaufend weiterentwickelt.
2013 konnten die Leitlinien für die Zusammenarbeit zwischen den ARD-Landesrundfunkanstalten und den Produzenten vereinbart werden. 2014 folgte der Abschluss der Eckpunkte für die Transparenz der Zusammenarbeit mit dem ZDF. ARD und ZDF veröffentlichen seither Angaben zum Programmaufwand differenziert nach Produktionsart und Genre.
Auch mit den privaten Sendergruppen steht die Produktionsallianz im regelmäßigen Austausch, wobei der Fokus auf Themen wie Kalkulationsrealismus, optimierten Produktionsprozessen, Vergütungsmodellen, Rechteverteilung, aktuellen und zukünftigen Marktdynamiken sowie Nachwuchsförderung liegt. Ebenso wird der Austausch mit Streaming-Plattformen zu Fragen der Auftragskonditionen fortlaufend ausgebaut.

### Tarifpartnerschaften
Als Arbeitgeberverband vertritt die Produktionsallianz der Produktionsunternehmen gegenüber Gewerkschaften und Berufsverbänden. 2009 einigte sie sich erstmals unter ihrer neuen Verbandsstruktur mit ver.di auf einen Tarifvertrag für auf Produktionsdauer beschäftigte Film- und Fernsehschaffende, dem zahlreiche Iterationen folgten. Aktuell findet die Tarifrunde zur Verlängerung des Manteltarifvertrages statt (August 2024).

#### Gemeinsame Vergütungsregeln
Die Produktionsallianz hat über die Jahre diverse Gemeinsame Vergütungsregeln mit berufsständischen Verbänden wie Bundesverband Regie oder Verband Deutscher Drehbuchautoren, jeweils mit der ARD, dem ZDF und der Degeto, aufgestellt. Rechtliche Grundlage für die Verhandlung über Gemeinsame Vergütungsregeln ist der § 36 des Urheberrechtsgesetz: „(1) Zur Bestimmung der Angemessenheit von Vergütungen nach § 32 stellen Vereinigungen von Urhebern mit Vereinigungen von Werknutzern oder einzelnen Werknutzern gemeinsame Vergütungsregeln auf.“

### Stärkung des Produzentenbildes
Die Produktionsallianz setzt sich dafür ein, dass Produzenten über ihre Verantwortung als Unternehmer hinaus, die je nach Art der Produktion teilweise oder vollständig das finanzielle Risiko der Filmherstellung tragen, auch für ihren kreativ-künstlerischen Beitrag bei der Konzeptualisierung und Koordinierung filmischer Prozesse anerkannt werden.

### Interessenvertretung auf EU-Ebene
Auf europäischer Ebene nimmt die Produktionsallianz die Interessen der Produktionsunternehmen in Kooperation mit europäischen und internationalen Produzentenverbänden und -organisationen wahr. In Brüssel verfügt der Verband über ein Büro und trägt damit der zunehmenden Bedeutung Rechnung, die politische Entscheidungen der EU für die deutsche Filmproduktionswirtschaft haben. In diesem Rahmen äußert sich der Verband u. a. zu Fragen des Urheberrechts, des Geoblockings, der Zulässigkeit von Fördermaßnahmen und des Zusammenwachsens der digitalen Medien.

## Organisation

### Gremien
Der Geschäftsführende Vorstand der Produktionsallianz besteht aus der Geschäftsführerin (Michelle Müntefering) sowie den Vorsitzenden der sechs Sektionen Animation (Maite Woköck, Telescope Animation Studios GmbH), Dokumentation (Kay Siering, Spiegel TV GmbH), Entertainment (Andrea Schönhuber-Majewski, MoveMe GmbH), Fernsehen (Laura Machutta, MOOVIE GmbH), Kino (Janine Jackowski, Komplizen Film GmbH), Werbung (Martin Wolff, Wolff Brothers GmbH).
Dem Gesamtvorstand gehören darüber hinaus folgende von der Mitgliederversammlung gewählten Vertretern an: Oliver Berben (Constantin Film AG), Benedikt Böllhoff (VIAFILM GmbH & Co. KG), Christian Franckenstein (Bavaria Film GmbH), Gunnar Juncken (MadeFor Film GmbH), Meike Kordes (Kordes & Kordes Film GmbH), Fred Kogel (LEONINE Studios), Sabine de Mardt (Gaumont GmbH), Corinna Mehner (blue eyes Fiction), Stefan Oelze (Rosebank AG), Sascha Schwingel (UFA GmbH), Gabriele M. Walther (Caligari Film- und Fernsehproduktions GmbH), Bernd Wilting (taglicht media Film- & fernsehproduktion GmbH) und Johannes Züll (Studio Hamburg GmbH). In den Gesamtvorstand kooptierte Mitglieder sind Uli Aselmann (die film gmbh), Bernd Neumann (Staatsminister a. D., Präsident der Filmförderungsanstalt) und Myriam Zschage (Vorstandssprecherin Produktionsallianz Werbung).

### Mitgliedsunternehmen
Die Satzung der Produktionsallianz legt als Voraussetzung für die Aufnahme als ordentliches Mitglied fest, dass „das Mitglied als aktives Unternehmen mit Sitz oder Niederlassung in der Bundesrepublik Deutschland im Bereich der Herstellung audiovisueller Produktionen tätig ist.“ Jedes ordentliche Mitgliedsunternehmen hat eine Stimme. Zur jährlich stattfindenden ordentlichen Mitgliederversammlung des Vereins kommen die Mitglieder in der Regel zur Mitte des Jahres in Berlin zusammen.

### Ehrenmitglieder
Die Ehrenmitglieder der Produktionsallianz sind Persönlichkeiten, die sich mit ihrem Leben und Schaffen um die Belange der Produktionsbranche verdient gemacht haben. Dazu gehören:
- Wolf Bauer, Mohr von Chamier, Frank Elstner, Molly von Fürstenberg, Hansjörg Füting, Renée Gundelach, Rob Houwer, Werner Kimmig, Dieter Kosslick, Tony Petersen, Günter Rohrbach, Georgia Tornow und Regina Ziegler
- Artur Brauner († 2019), Bernd Burgemeister († 2008), Claus Hardt († 2014), Norbert Kückelmann († 2017), Otto Meissner († 2011), Helmut Ringelmann († 2011), Peter Schamoni († 2011), Haro Senft († 2016), Franz Thies († 2004).

### Tochtergesellschaften
Die Produktionsallianz Services GmbH (PAS) als einhundertprozentige Tochter der Produktionsallianz bietet Veranstaltungskonzeption und -management sowie alle Formen von Beratungs- und anderen Dienstleistungen für die Film- und Fernsehbranche an. Sie verfügt über ein enormes Netzwerk von Industrie- und Dienstleistungspartnern, deren Rahmenvereinbarungen und Sonderkonditionen den Mitgliedern der Produktionsallianz exklusiv zur Verfügung stehen.
Die Produktionsallianz Campus GmbH engagiert sich für die Aus- und Weiterbildung im Bereich audiovisuelle Produktion. Sie konzipiert, organisiert und veranstaltet Seminarreihen zum Produktionsvolontariat für Film, Fernsehen und Werbung und bildet so gemeinsam mit der Branche den produzentischen Nachwuchs bedarfsbezogen und praxisnah aus.
Die Carl Laemmle Produzentenpreis UG richtet jährlich den Carl Laemmle Produzentenpreis aus. Gemeinsam mit Carl Laemmles Geburtsstadt Laupheim zeichnet die Produktionsallianz damit das Lebenswerk einer herausragenden Produzentenpersönlichkeit sowie besondere Leistungen des produzentischen Nachwuchses aus.
Der regionale Film- und Medienverband NRW e. V. (FUMV), mit Firmen aus der Film- und TV-Produktion Nordrhein-Westfalens, ist der Produktionsallianz im Februar 2024 beigetreten. Seine Mitglieder sind damit Vollmitglieder der Produktionsallianz. Der FUMV hat daneben weiterhin eine vereinsrechtliche Struktur und das Recht zur Entsendung von Mitgliedern in den Rundfunkrat des WDR und den Fernsehrat des ZDF und seine Sitze in anderen NRW-Gremien.
Die Produktionsallianz ist seit 2024 Hauptgesellschafterin der Sächsische Filmakademie (SFA). Gemeinsam mit der Hochschule Zittau/Görlitz und der Europastadt GörlitzZgorzelec GmbH engagiert sich die Produktionsallianz mit Unterstützung der sächsischen Produzenten Saxonia Media und der Looks Film GmbH erstmals in einem regionalen Strukturprojekt und stärkt damit das Angebot von Fach- und Arbeitskräften in der Filmregion Görlitz. Das Gesellschafternetzwerk aus Filmwirtschaft, Bildungsträger und öffentlicher Hand ist beispielgebend.

### Beteiligungen
Seit Gründung im Mai 2018 beteiligt sich die Produktionsallianz an der Themis-Vertrauensstelle gegen sexuelle Belästigung und Gewalt.
Die Produktionsallianz ist zudem an der Verwertungsgesellschaft der Film- und Fernsehproduzenten mbH (VFF), der Verwertungsgesellschaft für Nutzungsrechte an Filmwerken mbH (VGF) sowie der German Films Service + Marketing GmbH beteiligt.

### Verbandsmitgliedschaften
Vertreter der Produktionsallianz wirken in nationalen wie internationalen Gremien mit, u. a. bei der Filmförderungsanstalt (FFA) und der Spitzenorganisation der Filmwirtschaft (SPIO) sowie international bei Animation in Europe, cfp-e – commercial filmproducers europe und der Fédération Internationale des Associations de Producteurs de Films (FIAPF). Darüber hinaus engagiert sich die Produktionsallianz zum Thema Nachhaltiges Produzieren im Arbeitskreis Green Shooting sowie in der Green Culture Anlaufstelle.

## Veranstaltungsformate
Das Fest der Produktionsallianz ist seit 2009 das zentrale Vernetzungsevent für die Film- und Fernsehbranche in Deutschland mit hochrangigen Gästen aus Film- und Fernsehwirtschaft, Politik, Kultur und Medien. Prominente Gäste waren Bundeskanzlerin Angela Merkel (2013) und Bundeskanzler Olaf Scholz (2023).
Seit 2012 ist der Tag der Produktionsallianz der maßgebliche film- und medienpolitische Fachkongress der Filmwirtschaft in Deutschland und findet am Eröffnungstag der Internationale Filmfestspiele Berlin statt. 2023 präsentierte die Kulturstaatsministerin Claudia Roth dort erstmals Weichenstellungen für eine grundlegende Reform der Filmförderung. 2024 nutzte sie erneut den Produzententag, um die Details des neuen Filmförderungsgesetzes in Verbindung mit einem Steueranreizmodell und einer Investitionsverpflichtung vorzustellen.
Mit dem Carl Laemmle Produzentenpreis zeichnet die Produktionsallianz gemeinsam mit Carl Laemmles Geburtsstadt Laupheim seit 2017 jährlich das Lebenswerk einer herausragenden Produzentenpersönlichkeit aus. Bisherige Preisträger: Roland Emmerich (2017), Regina Ziegler (2018), Artur Brauner (Ehrenpreis 2018), Stefan Arndt (2019), Nico Hofmann (2020), Gabriela Sperl (2022), Thomas Kufus (2023), Karola Wille (Sonderpreis 2023) und Martin Moszkowicz (2024).
Seit 2022 zeichnet die Sektion Entertainment der Produktionsallianz mit dem Deutschen Entertainment Award (DEA) produzentische Leistungen für Unterhaltungsformate aus. Der Award wird vergeben in den Kategorien Best Development (Beste deutsche Eigenentwicklung), Best Adaption (Beste Adaption eines internationalen Formats für den deutschen Markt) sowie VFF Best Talent (Bestes Talent im Bereich - Executive - Producing und Development).
Die Creators Conference ist ein erstmals im Herbst 2023 ausgerichtetes Vernetzungstreffen von (younger) Executives der Branche, um über wirtschaftliche Trends der Filmbranche im stetig wachsenden internationalen audiovisuellen Markt zu diskutieren und diese aktiv mitgestalten zu können.